# Tabanus bactrianus
Tabanus bactrianus är en tvåvingeart som beskrevs av Olsufjev 1937. Tabanus bactrianus ingår i släktet Tabanus och familjen bromsar. Inga underarter finns listade i Catalogue of Life.